# Bryan Stork
Bryan Stork (Vero Beach, 15 novembre 1990) è un giocatore di football americano statunitense che milita nel ruolo centro nella National Football League (NFL) e dal 2016 è free agent. Fu scelto nel corso del quarto giro (105º assoluto) del Draft NFL 2014. Al college ha giocato a football all'Università statale della Florida con cui ha vinto il campionato NCAA nel 2013.

## Carriera professionistica

### New England Patriots
Stork fu scelto dai New England Patriots nel corso del quarto giro del Draft 2014. Debuttò come professionista nella vittoria della settimana 2 contro i Minnesota Vikings e partì per a prima volta come titolare nel Monday Night Football della settimana 4 contro i Kansas City Chiefs. La sua stagione regolare si chiuse con 13 presenze, di cui 11 come titolare, vincendo il Super Bowl XLIX contro i Seattle Seahawks.
Il 23 agosto 2016, Stork fu scambiato coi Washington Redskins per una scelta del settimo giro del Draft 2017. Sei giorni dopo tuttavia fece ritorno ai Patriots dopo non avere superato le visite mediche, venendo svincolato.

## Palmarès

### Franchigia
- Super Bowl : 1

New England Patriots: XLIX
- American Football Conference Championship: 1

New England Patriots: 2014

### Individuale
- Rimington Trophy - 2013

## Statistiche
| Partite totali      | 21 |
| Partite da titolare | 17 |

Statistiche aggiornate alla stagione 2015